# Grosseto
Grosseto é uma comuna italiana com 81 538 habitantes da província de Grosseto, na Toscana. Estende-se por uma área de 474,46 km², tendo uma densidade populacional de 153 hab/km².

## História
As origens de Grosseto remontam ao período alto-medieval, com a primeira menção datando de 803. A cidade foi oficializada em 1138, quando o bispado de Ruselas foi transferido para Grosseto. Durante a Idade Média, devido à importância do sal, Grosseto foi conquistada pela República de Siena e, no século XVI, pelos Médici e incorporada ao Grão-Ducado da Toscana.

## Geografia

### Território
Situada no centro da Maremma, no centro de uma planície costeira, a cidade de Grosseto é banhada nos seus arredores pelo rio Ombrone, o segundo maior da Toscana e pelo Mar Tirreno.

### Clima
O clima da cidade de Grosseto é atenuado pela proximidade do mar e tem verões quentes mas constantemente ventilados pela brisa marítima ocidental e invernos pouco frios.

## Demografia
| Variação demográfica do município entre 1861 e 2011                               |
|                                                                                   |
| Fonte: Istituto Nazionale di Statistica (ISTAT) - Elaboração gráfica da Wikipedia |

Em 31 de dezembro de 2023, a população estrangeira era de 7 706 pessoas, equivalente a 9,47% dos residentes.
Na aglomeração urbana da cidade de Grosseto (composta pelos municípios vizinhos de Scansano, Roccastrada e Campagnatico), de acordo com os cálculos realizados aplicando o critério internacional de Área Urbana Funcional da OCDE às cidades italianas com número de habitantes superior a 50 000, o número de residentes é superior a 96 000. Segundo cálculos anteriores, em 2022, 85% da população da aglomeração urbana eram moradores da cidade.

## Governo

### Governo municipal

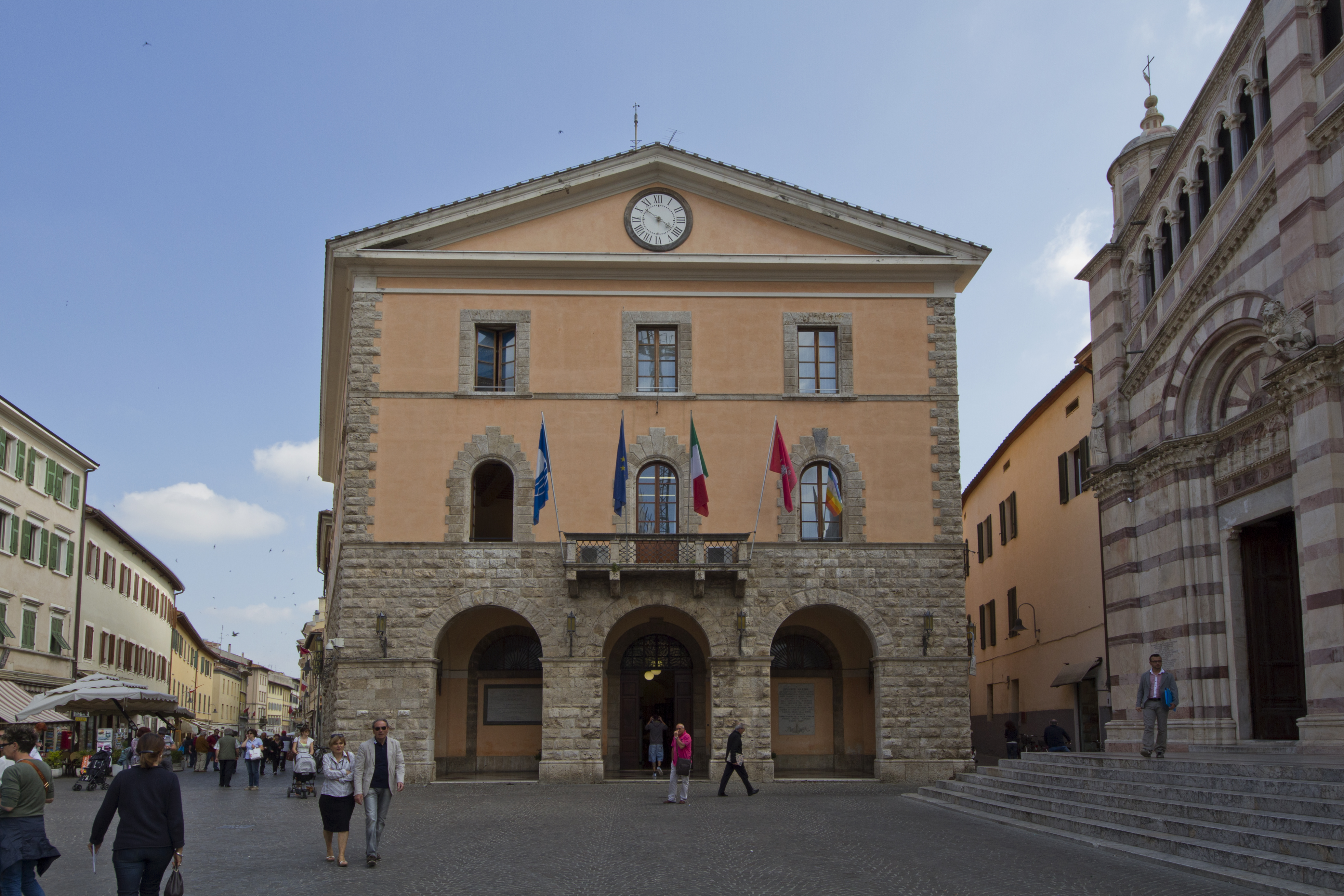
Prefeitura de Grosseto

Desde 2016 o prefeito da cidade de Grosseto é Antonfrancesco Vivarelli Colonna (Florença, 1969).
A prefeitura está localizada na Piazza Duomo, no centro histórico da cidade.

### Relações internacionais
As cidades irmãs de Grosseto:
- Birkirkara, Malta
- Cottbus, Alemanha
- Dimitrovgrad, Bulgária
- Şımkent, Cazaquistão
- Kashiwara, Japão
- Montreuil, França
- Narbonne, França
- Saintes Maries de la Mer, França

## Subdivisões

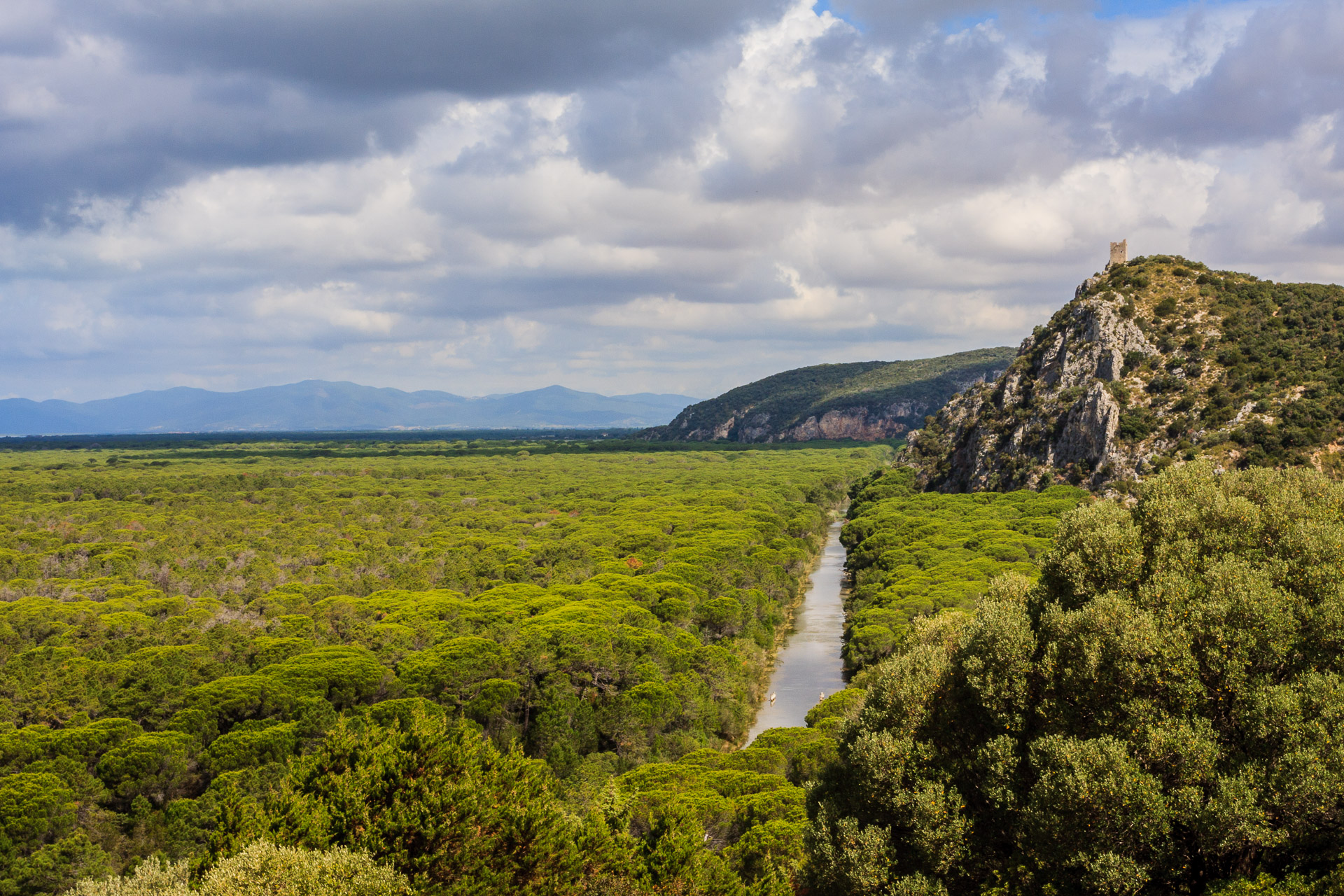
O Parque Regional da Maremma

O território municipal de Grosseto inclui também outros pequenos centros habitados:
- Alberese
- Batignano
- Braccagni
- Istia d'Ombrone
- Marina di Grosseto
- Montepescali
- Principina a Mare
- Principina Terra
- Rispescia
- Roselle

## Saúde
No bairro Sugherella, na periferia leste da cidade, está localizado o Hospital da Misericórdia, o maior hospital da província.
A sua importância deve-se à presença estável do helicóptero de resgate Pegaso 2 e à Escola Internacional de Cirurgia Robótica.

## Monumentos e lugares de interesse

### Igrejas
- Catedral de São Lourenço[12]
- Igreja de São Pedro[13]
- Igreja de São Francisco[14]

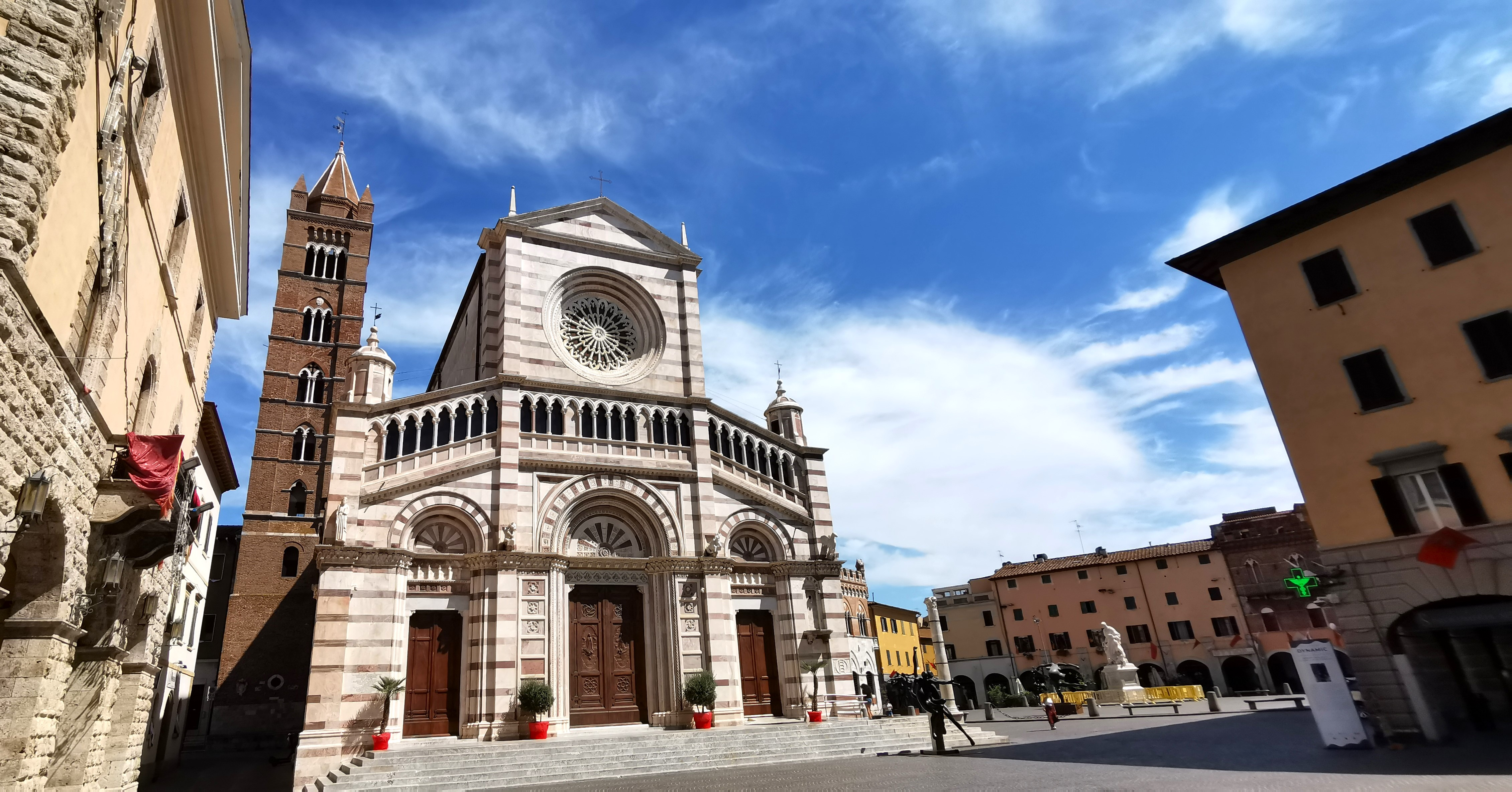
O Duomo di Grosseto

- Abadia de São Rabano. Fundada no século XII no atual Parque Regional da Maremma.[15]
- Basílica do Sagrado Coração de Jesus[16]

### Sítios arqueológicos
- Sítio arqueológico de Ruselas.[17]

### Estruturas defensivas

#### Muralhas

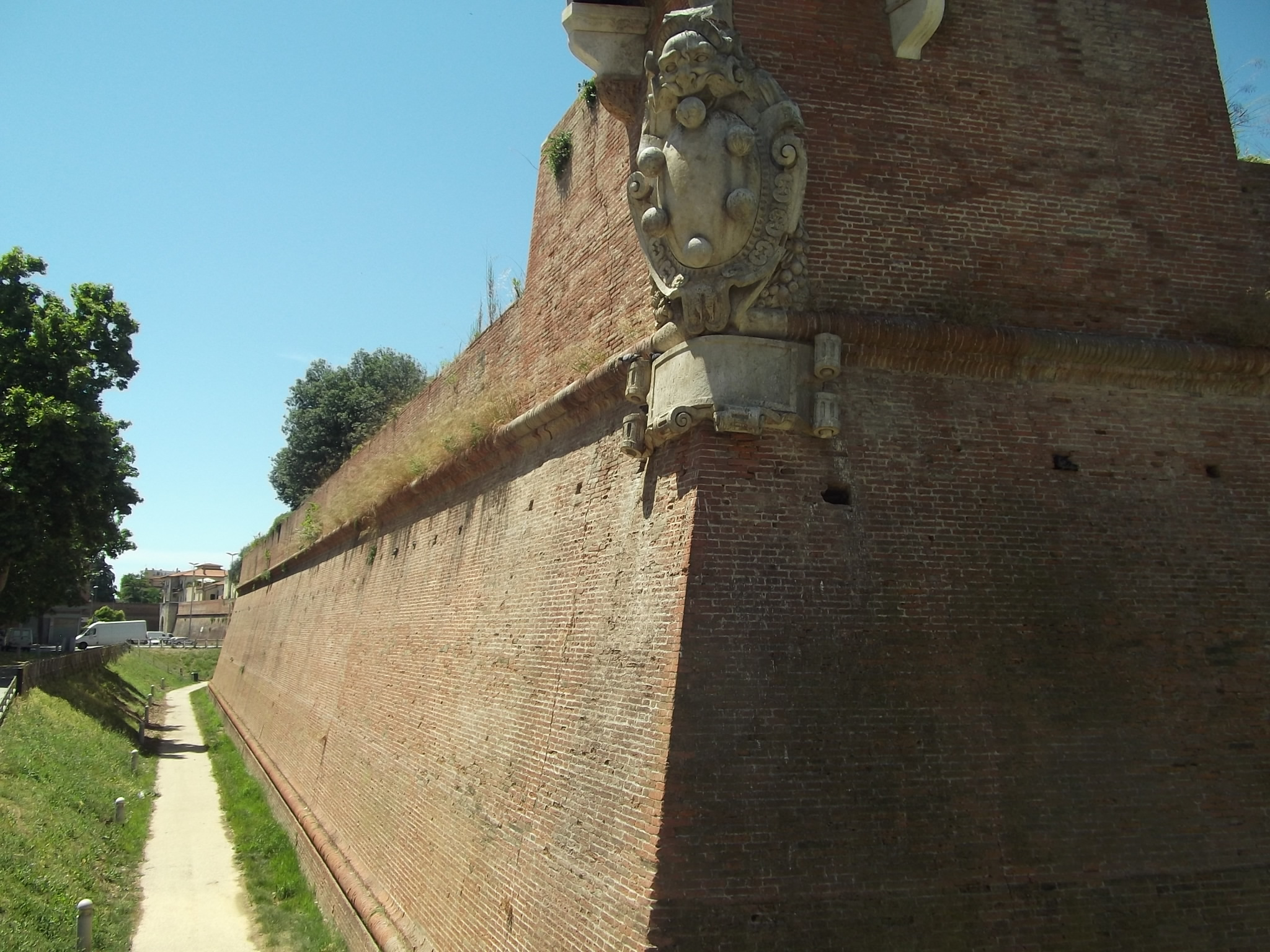
Vista das muralhas

As muralhas existem na cidade desde a Idade Média, embora tenham sido destruídas inúmeras vezes. As muralhas atuais foram construídas no Renascimento pela família Médici de Florença e têm formato hexagonal com seis baluartes.

## Cultura

### Educação

#### Bibliotecas e arquivos
Na cidade está localizado o Arquivo de Estado de Grosseto.

#### Universidade
A universidade em Grosseto está presente desde 1998, com a fundação do "Polo Universitario Grossetano" (Centro Universitário Grossetano), dependente da Universidade de Siena.

## Esporte
O mais importante clube de futebol da cidade é US Grosseto 1912. Fundado em 1912, disputa suas partidas no estádio olímpico "Carlo Zecchini", no bairro Gorarella.